# Weather Report (1971)
Weather Report är det första albumet av Weather Report, utgivet 1971. Musiken är experimentell jazz, så kallad frijazz.

## Låtlista
1. "Milky Way" (Wayne Shorter/Joe Zawinul) - 2:33
2. "Umbrellas" (Wayne Shorter/Miroslav Vitous/Joe Zawinul) - 3:27
3. "Seventh Arrow" (Miroslav Vitous) - 5:22
4. "Orange Lady" (Joe Zawinul) - 8:43
5. "Morning Lake" (Miroslav Vitous) - 4:25
6. "Waterfall" (Joe Zawinul) - 6:20
7. "Tears" (Wayne Shorter) - 3:25
8. "Eurydice" (Wayne Shorter) - 5:45

## Medverkande
- Joe Zawinul - piano
- Wayne Shorter - saxofon
- Miroslav Vitous - bas
- Alphonze Mouzon - trummor
- Airto Moreira - slagverk

## Recensioner
All Music Guides recensent Richard S. Ginell gav albumet 5 stjärnor och kallade det "en av de mest imponerade debuterna någonsin av en jazzgrupp". Även i jazztidningen Down Beat fick albumet 5 stjärnor.

## Priser
- Årets jazzalbum: Down Beat
- Swing Journal's Grand Prix Award
- Årets bästa band: Swing Journal
- Årets bäst säljande jazzalbum: Swing Journal